# Kefar Zoharim
Kefar Zoharim (hebr.: כפר זוהרים) – wieś położona w samorządzie regionu Matte Jehuda, w Dystrykcie Jerozolimy, w Izraelu.
Leży w górach Judei.

## Historia
Osada została założona w 1993.

## Komunikacja
Przy wiosce przebiega droga ekspresowa nr 35  (Aszkelon–Hebron).